# Phaedra (album)
| Recensione     | Giudizio |
| -------------- | -------- |
| AllMusic       |          |
| Piero Scaruffi | 7/10     |

Phaedra è il quinto album in studio del gruppo musicale tedesco Tangerine Dream, pubblicato dalla Virgin nel 1974.
Primo album del gruppo ad adottare il Moog e i sequencer, Phaedra inaugurò il successo internazionale per i Tangerine Dream, raggiungendo nel Regno Unito la posizione numero 15 nella classifica degli album più venduti dell'anno e ottenendo un disco d'oro in Australia (il primo della formazione). Nonostante ciò, in Germania vendette solo 6.000 unità, la metà di Alpha Centauri.
Il titolo dell'album fa riferimento all'omonimo personaggio mitologico.

## I brani

### Phaedra
Frutto di una jam session, la title track, presenta un'introduzione inquietante, alla quale seguono un crescendo costante del ritmo di un pattern, e l'assolo di un sintetizzatore. Dopo circa dieci minuti, un coro interrompe la prima parte della composizione e introduce la seconda, che termina con una melodia dei moog.

### Mysterious Semblance at the Strand of Nightmares
Dopo cinquanta secondi, in cui si sentono le voci di bambini che giocano, in Mysterious Semblance at the Strand of Nightmares vi è un brevissimo silenzio colmato dagli accordi di un mellotron che danno inizio al pezzo vero e proprio. Il brano si sviluppa interamente sullo stesso tema melodico.

### Movements of a Visionary
La terza Movements of a Visionary, pur seguendo la vena musicale del gruppo, inizia in modo assai sperimentale e "cosmico", sfruttando il riverbero della voce di Christopher Franke. In un secondo momento, la traccia diviene più dinamica e simile alla prima parte della title track.

### Sequent C
La conclusiva e brevissima Sequent C è stato composto e suonato dal solo Peter Baumann, che esegue una melodia con il flauto, su cui poi ne costruisce un'altra, dando al pezzo un'atmosfera malinconica.

### La copertina
La copertina, piuttosto indefinita, è stata sottoposta a varie interpretazioni: alcuni credono che sia il profilo alterato di una persona, altri pensano che sia la veduta panoramica di un paesaggio extraterrestre.

## Riconoscimenti
Nel giugno del 2015 la rivista Rolling Stone ha collocato l'album alla ventitreesima posizione dei 50 migliori album progressive di tutti i tempi.

## Tracce
1. Phaedra – 17:43 (Christopher Franke, Edgar Froese, Peter Baumann)
2. Mysterious Semblance at the Strand of Nightmares – 9:43 (Edgar Froese)
3. Movements of a Visionary – 7:57 (Christopher Franke, Peter Baumann, Edgar Froese)
4. Sequent C – 2:18 (Peter Baumann)
5. 2nd Day – 20:33 (Edgar Froese, Peter Baumann, Christopher Franke) – (traccia bonus)
6. Flute Organ Piece – 10:59 (Peter Baumann, Edgar Froese, Christopher Franke) – (traccia bonus)

## Formazione
- Edgar Froese – mellotron, chitarra basso, sintetizzatore VCS3, organo elettrico
- Christopher Franke – sintetizzatore Moog, tastiere, VCS3 Synthi-A
- Peter Baumann – organo elettrico, piano elettrico, VCS3 Synthi-A, flauto

## Crediti
- Suonato da Chris Franke, Edgar Froese e Peter Baumann.
- Registrato nel dicembre 1973 agli studi Manor/Shipton-On-Cherwell.
- Ingegnere del suono: Phil Becque.
- Prodotto da Edgar Froese.
- Grafica e disegno di copertina: Edgar Froese.
- Equipaggiamento: Tastiere Farfisa e sintetizzatori EMS.

## Uscite Discografiche in LP
- Virgin Records Ltd. (1974) codice prima stampa inglese V 2010 (copertina apribile "gatefold cover")
- Virgin/Ariola (1974) codice prima stampa tedesca 87761 (copertina apribile "gatefold cover")
- Virgin Dischi SpA (1974) stampa italiana (copertina apribile "gatefold cover")
- Virgin International (1974) stampa internazionale (copertina apribile "gatefold cover")

## Ristampe in CD
- Virgin Records Ltd. (1985) codice CDV 2010 (fabbricato in Olanda per mercato inglese, tedesco, europeo)
- Virgin Records Ltd. (1988) codice V2-86064 (fabbricato USA per mercato statunitense)
- Virgin Records Ltd. (1995) codice TAND 5 (fabbricato UK, Olanda, Francia, Italia "rimasterizzato")
- Virgin Charisma -EMI- (2004) codice VJCP-68667 (fabbricato Giappone per mercato asiatico, copertina "papersleeve" "rimasterizzato")

## Detentori dei Diritti d'Autore
- 1974-1993: Virgin Music (Publishers) Ltd.
- 1994 ad oggi: EMI Virgin Music Ltd.